# Saint-Martin-le-Gréard
Saint-Martin-le-Gréard és un municipi francès situat al departament de la Manche i a la regió de Normandia. L'any 2007 tenia 373 habitants.

## Demografia

### Població
El 2007 la població de fet de Saint-Martin-le-Gréard era de 373 persones. Hi havia 122 famílies de les quals 18 eren unipersonals (11 homes vivint sols i 7 dones vivint soles), 32 parelles sense fills, 61 parelles amb fills i 11 famílies monoparentals amb fills.
La població ha evolucionat segons el següent gràfic:
Habitants censats

### Habitatges
El 2007 hi havia 143 habitatges, 134 eren l'habitatge principal de la família, 5 eren segones residències i 5 estaven desocupats. 139 eren cases i 3 eren apartaments. Dels 134 habitatges principals, 113 estaven ocupats pels seus propietaris, 17 estaven llogats i ocupats pels llogaters i 4 estaven cedits a títol gratuït; 4 tenien dues cambres, 8 en tenien tres, 33 en tenien quatre i 88 en tenien cinc o més. 117 habitatges disposaven pel capbaix d'una plaça de pàrquing. A 36 habitatges hi havia un automòbil i a 94 n'hi havia dos o més.

### Piràmide de població
La piràmide de població per edats i sexe el 2009 era:
| Homes | Edats   | Dones |
| ----- | ------- | ----- |
| 0     | 95 o +  | 0     |
| 0     | 90 a 94 | 0     |
| 0     | 85 a 89 | 4     |
| 0     | 80 a 84 | 4     |
| 0     | 75 a 79 | 4     |
| 0     | 70 a 74 | 4     |
| 8     | 65 a 69 | 8     |
| 4     | 60 a 64 | 8     |
| 0     | 55 a 59 | 0     |
| 12    | 50 a 54 | 8     |
| 8     | 45 a 49 | 12    |
| 16    | 40 a 44 | 8     |
| 24    | 35 a 39 | 8     |
| 12    | 30 a 34 | 16    |
| 4     | 25 a 29 | 0     |
| 8     | 20 a 24 | 4     |
| 4     | 15 a 19 | 16    |
| 4     | 10 a 14 | 16    |
| 12    | 5 a 9   | 8     |
| 4     | 0 a 4   | 4     |

## Economia
El 2007 la població en edat de treballar era de 244 persones, 206 eren actives i 38 eren inactives. De les 206 persones actives 192 estaven ocupades (107 homes i 85 dones) i 15 estaven aturades (3 homes i 12 dones). De les 38 persones inactives 16 estaven jubilades, 13 estaven estudiant i 9 estaven classificades com a «altres inactius».

### Ingressos
El 2009 a Saint-Martin-le-Gréard hi havia 147 unitats fiscals que integraven 415,5 persones, la mediana anual d'ingressos fiscals per persona era de 20.138 €.

### Activitats econòmiques
Dels 8 establiments que hi havia el 2007, 1 era d'una empresa de fabricació d'altres productes industrials, 4 d'empreses de construcció, 1 d'una empresa d'hostatgeria i restauració, 1 d'una empresa d'informació i comunicació i 1 d'una empresa de serveis.
Dels 4 establiments de servei als particulars que hi havia el 2009, 1 era un taller de reparació d'automòbils i de material agrícola i 3 lampisteries.
L'any 2000 a Saint-Martin-le-Gréard hi havia 9 explotacions agrícoles que ocupaven un total de 215 hectàrees.

## Poblacions més properes
El següent diagrama mostra les poblacions més properes.